# Johanna von Koczian
Johanna von Kóczián-Miskolczy (Berlijn, 30 oktober 1933 – aldaar, 13 februari 2024 ) was een Duitse actrice, zangeres, schrijfster en stemactrice.

## Biografie
Johanna von Koczian was de dochter van Gustav Wilhelm Viktor Freiherr von Kóczián-Miskolczy en zijn vrouw Lydia Alexandra Freifrau von Kóczián-Miskolczy-Grosspietsch. Von Koczian begon haar carrière in de jaren 1950. Ze speelde in het theater vanwege haar zangtalent, vooral in musicals. Haar theateropleiding kreeg ze van 1950 tot 1952 aan de Universität Mozarteum Salzburg. Vanaf 1951 was ze verbonden aan het Salzburg Festival. In 1952 en 1953 speelde ze in het Landestheater Tübingen, in 1953 was ze verbonden aan de Stadstheaters van Wuppertal. Vanaf 1955 speelde von Koczian in het Schillertheater en in het Schlosspark Theater in West-Berlijn. Ze had haar eerste filmrol in de remake van Viktor en Viktoria in 1957. Het jaar daarop speelde ze de vrouwelijke hoofdrol in Wir Wunderkinder, waar ze te zien was naast Hansjörg Felmy en het cabaretierspaar Wolfgang Neuss en Wolfgang Müller. Daarnaast was ze ook actief als stemactrice en leende ze o.a. haar stem aan Elizabeth Taylor (in Suddenly, Last Summer) en Bibi Andersson (Smultronstället, The Seventh Seal). In 1966 synchroniseerde ze ook Maria Marlow in de Reinl-tweedelige Die Nibelungen.
Johanna von Koczian had een hoofdrol in de populaire televisieserie Stewardessen (1969).
In de latere jaren was haar werk vooral gericht op het theater, en daarom verschijnt ze tot op de dag van vandaag vaak in tabloid-toneelstukken die ook worden geproduceerd om te toeren. Zo vierde ze in 1990 een groot succes in het Theater am Kurfürstendamm met het stuk Endlich allein aan de zijde van Wolfgang Spier en Michael von Au. In 1993 speelde ze samen met Felix Dvorak en onder zijn leiding op het Berndorf Festival speelde ze Frau Peschka in Das Kamel geht durch das Nadelöhr en in 1995 opnieuw onder leiding van Dvorak bij de Komödienspiele Mödling, prinses Eugenie in Molnars Olympia. Op televisie verscheen ze vooral in series als Das Traumschiff, Die Landärztin, Praxis Bülowbogen en Berliner Weisse mit Schuß. In de films Single Bells en O Palmenbaum was ze helemaal in haar element.
In de jaren 1970 had ze groot succes als zangeres met hits als Der Lord von Barmbek (1973), Keinen Pfennig (1974), Das bitchen Haus (1977), Aufsteh'n ist schön (1978), Ganz der Vater (1978) en Karl, gib mal den Hammer rüber (1979). Ze verscheen ook in de ZDF-Hitparade. Daarna werkte ze enige tijd als presentatrice in de al lang bestaande ZDF-muziekquiz Erkennen Sie die Melodie?
Sinds 1977 werkt ze ook als schrijfster, aanvankelijk van kinder- en jeugdliteratuur. Op basis van haar twee romans Abenteuer in der Vollmondnacht en Der geheimnisvolle Graf ontstond in 1982 de dertiendelige televisieserie Unterwegs nach Atlantis en als vervolg schreef ze de jeugdroman Flucht von der Insel.
Op 7 november 2010 beleefde Johanna von Koczian haar laatste theaterpremière in Peter Quilters toneelstuk Glorious op het podium van de Berliner Komödie am Kurfürstendamm.

## Privéleven
Na een kort huwelijk met regisseur Dietrich Haugk, die in 1961 gescheiden was, trouwde Johanna von Koczian met de in 2004 overleden muziekproducent Wolf Kabitzky. Ze is de moeder van de actrice Alexandra von Koczian.
Koczian overleed op 13 februari 2024 op 90-jarige leeftijd.

## Filmografie
- 1955: Apoll von Bellac
- 1957: Viktor und Viktoria
- 1958: Petersburger Nächte
- 1958: Wir Wunderkinder
- 1959: Serenade einer großen Liebe/Der Sänger von Capri (For the First Time)
- 1959: Bezaubernde Arabella
- 1959: Jacqueline
- 1959: Menschen im Netz
- 1960: Lampenfieber
- 1960: Heldinnen
- 1960: Agatha, laß das Morden sein!
- 1961: Ländliche Werbung
- 1961: Unser Haus in Kamerun
- 1961: Die Ehe des Herrn Mississippi
- 1962: Straße der Verheißung
- 1963: Mirandolina
- 1964: Minna von Barnhelm
- 1965: Das Liebeskarussell
- 1966: Oh, diese Geister
- 1966: Spätsommer
- 1967: Nach der Entlassung
- 1967: Jacobowsky und der Oberst
- 1968: Was Ihr wollt
- 1969: Stewardessen (tv-serie)
- 1970: Emilia Galotti
- 1971: Käpt'n Rauhbein aus St. Pauli
- 1972: Der Kommissar – Blinde Spiele
- 1973: Die Reise nach Mallorca
- 1973: Eine Frau bleibt eine Frau
- 1974: Der Kommissar – Jähes Ende einer interessanten Beziehung
- 1975: Don Juan in der Hölle
- 1975: Derrick – Pfandhaus, als vriendin van Derrick
- 1976: Derrick – Schock, als vriendin van Derrick
- 1977: Sanfter Schrecken
- 1978: Ein Mann für alle Fälle
- 1978: Café Wernicke
- 1979: Die großen Sebastians
- 1979: Wo die Liebe hinfällt
- 1980: Leute wie du und ich
- 1981: Das waren noch Zeiten – Kleine Geschichten von Kalke & Söhne
- 1986: Tatort – Tod auf Eis (misdaadserie)
- 1986: Die Sterne schwindeln nicht
- 1987: Höchste Eisenbahn
- 1987: Tatort – Gegenspieler
- 1987–1990: Praxis Bülowbogen
- 1989: Fragen Sie Frau Dr. Cora
- 1990: Endlich allein
- 1993: Das Kamel geht durch das Nadelöhr
- 1995: Olympia
- 1998: Single Bells
- 2000: O Palmenbaum
- 2001: Scheidung mit Hindernissen
- 2002: SOKO München – La Divina
- 2004: In aller Freundschaft – Masken
- 2005: Das Traumschiff – Oman
- 2005: Schlosshotel Orth – Freiräume
- 2006: Unter weißen Segeln – Frühlingsgefühle
- 2006: Die Landärztin (tv-reeks)
  - 2007: Die Landärztin – Diagnose Tollwut
  - 2008: Die Landärztin – Aus heiterem Himmel
  - 2008: Die Landärztin – Der Vaterschaftstest
  - 2009: Die Landärztin – Ein neues Leben
  - 2010: Die Landärztin – Schleichendes Gift
  - 2011: Die Landärztin – Um Leben und Tod
  - 2012: Die Landärztin – Schicksalswege
  - 2013: Die Landärztin – Entscheidung des Herzens
  - 2013: Die Landärztin – Vergissmeinnicht
- 2010: Da kommt Kalle – Blitzalarm
- 2013: Danni Lowinski – Der letzte Tanz
- 2013: In aller Freundschaft – Tanz mit dem Teufel

## Hoorspelen
- 1957: William Shakespeare: Ein Sommernachtstraum (Hermia) - Regie: Curt Goetz-Pflug (hoorspelbewerking - SFB)
- 1957: Hermann Sudermann: Die Reise nach Tilsit (Indre) – Regie: Erich Köhler (hoorspelbewerking - SFB)
- 1957: Günter Grass: Radio-Essay/Studio-Hoorspel: Hochwasser. Een toneelstuk in twee bedrijven (Jutta, Noahs dochter) - Regie: Martin Walser (hoorspelbewerking - SDR)
- 1960: Jean Anouilh: Die Probe oder Die bestrafte Liebe (Lucille) - Regie: Dietrich Haugk (hoorspelbewerking - SDR)
- 1965: Louis MacNeice: Der herzlose Riese (prinses) - Regie: Oswald Döpke (origineel hoorspel - RIAS Berlin)
- 1966: Dario Niccodemi: En 's avonds in het comedytheater: Tageszeiten der Liebe (Anna) - Regie: Heinz-Günter Stamm (hoorspelbewerking - BR)
- 1967: Friedrich Michael: Silvia und die Freier (Silvia) - Regie: Heinz-Günter Stamm (hoorspelbewerking - BR)
- 1968: Lew Tolstoi: Anna Karenina (6 Teile) (Anna Karenina) - Regie: Ludwig Cremer (hoorspelbewerking - WDR/HR)
- 1969: Terence Rattigan: En 's avonds in het comedytheater: Der schlafende Prinz (Elsie Marina, danseres) - Regie: Heinz-Günter Stamm (hoorspelbewerking - BR)
- 1970: Janne Furch: En 's avonds in het comedytheater: Szuanne Chérie oder Das dreieckige Karussell (Suzanne Chérie) - Regie: Heinz-Günter Stamm (hoorspelbewerking - BR)
- 1971: Franz Hiesel: Das Paket (Malwine Haftel) - Regie: Heinz-Günter Stamm (origineel hoorspel - BR/NDR)
- 1973: Thomas Andresen: Schuß auf ein Zahnrad - Regie: Heinz Wilhelm Schwarz (origineel hoorspel, misdaadhoorspel - WDR/SFB)
- 1974: Ludvík Aškenazy: Der Stich - Regie: Werner Klippert (origineel hoorspel, kort hoorspel - SDR)
- 1974: Hubert Monteilhet: Junge Witwe ohne Vermögen (Madame Dupont) - Regie: Rolf von Goth (hoorspel - SFB)
- 1976: Muriel Spark: Die dunklen Gläser - Regie: Ernst Willner (hoorspel - ORF-Kärnten)
- 1979: Robert Louis Stevenson: Das Flaschenteufelchen (2 delen) (vertelster) - Regie: Ernst Becker (hoorspelbewerking, kinderhoorspel - SR)
- 1981: Jean Anouilh: Cecile oder Die Schule der Väter - Regie: Ferry Bauer (hoorspelbewerking - ORF-Boven-Oostenrijk)

Bronnen: ARD hoorspeldatabase voor de Duitse producties en OE1 hoorspeldatabase voor de Oostenrijkse producties.

## Onderscheidingen
- 1958: Berliner Kunstpreis – Sparte Junge Generation voor haar vertolking vanr Anne Frank
- 1959: Bundesfilmpreis voor Wir Wunderkinder
- 1959: Preis der deutschen Filmkritik voor Wir Wunderkinder
- 1977: Goldener Vorhang
- 1979: Goldener Vorhang
- 2008: Goldener Vorhang voor haar vertolking in Oskar und die Dame in Rosa in de Enscenering van de Komödie am Kurfürstendamm
- Goldene Maske (Theater eigenaar prijs)

## Hoorspelen
- 1957: Hermann Sudermann: Die Reise nach Tilsit (Indre) – Regie: Erich Köhler (SFB)
- 1979: Robert Louis Stevenson: Das Flaschenteufelchen (2 delen) (vertelster) – Regie: Ernst Becker (Kinderhoorspel – Saarländischer Rundfunk)